# DR Ultra
DR Ultra (Danmarks Radio Ultra) ist ein öffentlich-rechtlicher dänischer Fernsehsender.
Der Sender ging am 4. März 2013 um 6:30 Uhr als öffentlich-rechtliches Kinder- und Jugendprogramm an den Start.  Seit dem 2. Januar 2020 ist DR Ultra aufgrund umfangreicher Sparmaßnahmen nur noch per Livestream zu empfangen. Zudem ist innerhalb Dänemarks ein Empfang via Zattoo möglich. DR Ultra richtet sich an die Sieben- bis Zwölfjährigen und versteht sich als Ableger von DR Ramasjang. DR Ultra übernahm die Frequenzen von DR Update.

## Radiosender
Zeitgleich mit dem TV-Sendebetrieb startete auch der Radiosender DR Ultra. Er teilte sich die Frequenzen mit DR Ramasjang. Zum Jahresende 2014 stellten beide Radiosender den Betrieb ein.

## Empfang in Deutschland
Der TV-Sender war per DVB-T in weiten Teilen von Schleswig-Holstein empfangbar (nördlich des Nord-Ostsee-Kanals mit Zimmerantenne; südlich des Nord-Ostsee-Kanals mit Dachantenne und erhöhtem Aufwand). Der Radiosender konnte im Grenzgebiet über DAB empfangen werden.